# قائمة العطل الرسمية في تونس
الأعياد المدنية:
| التاريخ   | الاسم               | الملاحظات |
| --------- | ------------------- | --- |
| 1 يناير   | رأس السنة الميلادية | |
| 20 مارس   | عيد الاستقلال       | استقلال تونس (1956) |
| 9 أفريل   | عيد الشهداء         | ذكرى قمع مظاهرات القوميين التونسيين من قبل العساكر الفرنسية (1938) |
| 1 مايو    | عيد الشغل           | |
| 25 يوليو  | عيد الجمهورية       | إعلان الجمهورية التونسية (1957) |
| 13 أغسطس  | عيد المرأة          | إنشاء مجلة الأحوال الشخصية (1956) |
| 15 أكتوبر | عيد الجلاء          | خروج أخر القوات الفرنسية من البلاد تحديدا من بنزرت (1963) |
| 17 ديسمبر | عيد الثورة          | منذ 2011، يتم الإحتفال بذكرى عيد الثورة يوم 14 يناير من كل سنة لكن في ديسمبر 2021، قرر الرئيس التونسي قيس سعيد اعتبار يوم 17 ديسمبر من كل سنة هو يوم عيد الثورة بدلا عن يوم 14 يناير. و17 ديسمبر هو يوم إندلاع الثورة التونسية أما 14 يناير فهو يوم مغادرة الرئيس السابق زين العابدين بن علي للبلاد. |

الأعياد و المناسبات الدينية:
| الاسم             | الملاحظات               |
| ----------------- | ----------------------- |
| عيد الفطر         | نهاية شهر رمضان         |
| عيد الأضحى        | قصة تضحية النبي إبراهيم |
| رأس السنة الهجرية |                         |
| المولد النبوي     | ذكرى ولادة النبي محمد   |